# Comuna Odžaci
Odžaci este o comună localizată în partea de nord a Serbiei (Voivodina), în Districtul Bačka de Vest. Comuna cuprinde orașul Odžaci și 8 sate.

## Localități componente
- Odžaci
- Bački Brestovac
- Bački Gračac
- Bogojevo
- Deronje
- Karavukovo
- Lalić
- Ratkovo
- Srpski Miletić